# Major Iván
Major Iván (Budapest, 1949. január 2. – 2020. szeptember 25.) közgazdász, az MTA doktora, egyetemi tanár a Budapesti Műszaki és Gazdaságtudományi Egyetem Gazdaság- és Társadalomtudományi Karán.

## Szakmai pályafutása
1973-ban végzett a Marx Károly Közgazdaságtudományi Egyetem Általános Közgazdasági Karán. 1976-ban szerzett egyetemi doktori címet, 1996-ban lett a közgazdaságtudomány doktora a Magyar Tudományos Akadémián.
1999-ben lett egyetemi tanár a Budapesti Műszaki és Gazdaságtudományi Egyetem Gazdaság- és Társadalomtudományi Karán.

## Publikációi

### Könyvek
- Munkásrészvétel és a szakszervezetek a skandináv országokban; SZEKI, Bp., 1979
- Telefonipar és telefonellátottság Magyarországon, 1950-1975; MTA Közgazdaságtudományi Intézet, Bp., 1980 (A Magyar Tudományos Akadémia Közgazdaságtudományi Intézetének közleményei) (angolul is)
- Szállítási feszültségek Magyarországon a vasúti közlekedés példája alapján; MTA Közgazdaságtudományi Intézet, Bp., 1981 (A Magyar Tudományos Akadémia Közgazdaságtudományi Intézetének közleményei)
- Közlekedés és gazdaság. Budapest: Magvető Könyvkiadó, 1984.
- „Bevezető tanulmány” (társszerzőként) és „Kifulladási periódusok a magyar gazdaság fejlődésében.” In: Gazdaságunk helyzetéről és fejlődésének kilátásairól. Budapest: Kossuth Könyvkiadó, 1985, 7−16. és 214–240. o.
- „A termékszerkezet átalakulása változó gazdasági környezetben. Egy híradástechnikai vállalat licencvásárlása.” in: Vállalati magatartás − vállalati környezet. (szerk.: Tardos Márton), Budapest: Közgazdasági és Jogi Könyvkiadó, 1980, 255−284. o.
- Hungary in Transformation to Freedom and Prosperity. Economic Program Proposals of the Joint Hungarian-International Blue Ribbon Commission (magyarul: A magyar-nemzetközi Kék-Szalag Bizottság gazdasági programjavaslata.) (közreműködőként) Budapest, April 1990.
- Hidak - de hová? Magyarország és a világkiállítás. (közreműködőként) Budapest: HVG Rt., 1990.
- Privatization in Eastern Europe: A Critical Approach, Aldershot, UK, Brookfield, US: Edward Elgar Publishing Ltd., 1993.
- „Az 1972-ben kiemelt 49 nagyvállalat életútja a mérlegadatok tükrében (1989–1994)” in: Voszka Éva: A dinoszauruszok esélyei. Budapest: Pénzügykutató Rt.-Perfekt Rt., 239–293. o.
- A távközlés privatizációja. Budapest: ÁPV Rt.-Kultúrtrade, 1998
- Privatization and Economic Performance in Central and Eastern Europe – Lessons to be Learnt from Western Europe. Cheltenham, UK, Brookfield, US: Elgar, 1999
- Információ-gazdaság és piacszabályozás. (Kiss Ferenccel és Valentiny Pállal), Budapest: Akadémiai, 2000
- Badics Judit–Kiss Károly Miklós–Major Iván: Bevezetés a közgazdaságtanba. Fogalmak, összefüggések, módszerek; VEK, Veszprém, 2001
- The Redistribution of property rights, company restructuring and corporate performance in CEE, (szerkesztő és társszerző), RSS, www.rss.e-lib.cz, 2001
- „Privatization in Hungary and Its Aftermath,” in Parker, D. and Saal, D. (eds) International Handbook on Privatization, Cheltenham, UK and Northampton, US: Elgar, 2003, pp. 427–453.
- Mikroökonómia. Gyakorló feladatok; szerk. Major Iván; VEK, Veszprém, 2004

Sok tucat egyéb műhelytanulmány és folyóiratcikk mellett „Rezsicsökkentés és különadók a hálózatos ágazatokban” címmel tanulmányt írt a Magyar Bálint által szerkesztett, 2013 őszén megjelent Magyar polip című kötetbe.